# Nassau (lớp thiết giáp hạm)
Lớp thiết giáp hạm Nassau là một nhóm bốn thiết giáp hạm dreadnought được chế tạo cho Hải quân Đế quốc Đức; là sự đáp trả của Đức đối với việc Hải quân Hoàng gia Anh đưa ra hoạt động chiếc thiết giáp hạm "toàn-súng-lớn" Dreadnought mang tính cách mạng. Lớp bao gồm các chiếc Nassau, Rheinland, Posen và Westfalen; cả bốn chiếc đều được đặt lườn vào giữa năm 1907 và hoàn tất từ tháng 5 đến tháng 9 năm 1910. So với những thiết giáp hạm Anh Quốc đương thời, những chiếc trong lớp Nassau nhẹ hơn và có chiều rộng mạn thuyền lớn hơn. Tuy nhiên, chúng chậm hơn hai knot (hải lý mỗi giờ), vì những con tàu Đức giữ lại kiểu động cơ hơi nước ba buồng bành trướng đặt dọc so với kiểu động cơ turbine hơi nước công suất mạnh hơn của Anh. Những con tàu này cũng mang cỡ pháo chính nhỏ hơn, 11 inch (280 mm) thay vì cỡ 12 inch (305 mm) trang bị trên các con tàu Anh.
Sau khi được đưa ra hoạt động cùng Hạm đội Đức, cả bốn chiếc đã phục vụ như một đơn vị: Đội II thuộc Hải đội Thiết giáp I. Nassau và Posen đã tham gia Trận chiến vịnh Riga bất phân thắng bại vào năm 1915, khi chúng đối đầu với thiết giáp hạm tiền-dreadnought Slava của Nga. Những chiếc trong lớp Nassau đã tham gia trận Jutland vào ngày 31 tháng 5-1 tháng 6 năm 1916 trong thành phần Hải đội Thiết giáp II; chúng chỉ bị hư hại nhẹ từ một số ít phát đạn pháo hạng hai bắn trúng cùng một số thương vong giới hạn. Khi Chiến tranh Thế giới thứ nhất kết thúc, cả bốn chiếc đều bị phe Đồng Minh thắng trận chiếm giữ như những chiến lợi phẩm, và được bán để tháo dỡ.

## Thiết kế

### Việc phát triển
Vào năm 1906, việc đưa vào hoạt động chiếc thiết giáp hạm "toàn-súng-lớn" Dreadnought đã khiến mọi thiết giáp hạm đang hiện hữu trở nên lạc hậu. Trong Bản Tu chính Hải quân Thứ nhất dành cho Đạo luật Hải quân Đức năm 1900 được thông qua vào năm 1906 trước khi Dreadnought được hạ thủy, Đô đốc Alfred von Tirpitz thoạt tiên yêu cầu sáu thiết giáp hạm và sáu tàu tuần dương bọc thép mới, cùng một số tàu tiện ích nhỏ. Việc hạ thủy chiếc Dreadnought mang tính cách mạng có nghĩa là mọi tàu chiến trong tương lai muốn cạnh tranh với nó sẽ đắt tiền hơn đáng kể so với những thiết giáp hạm tiền-dreadnought cũ hơn. Thái độ phản đối việc gia tăng ngân sách của Quốc hội Đế chế Đức buộc Tirpitz phải giảm bớt yêu cầu của mình còn sáu tàu tuần dương bọc thép, trong đó một chiếc được đặt trong tình trạng dự bị, và 48 tàu phóng lôi, loại bỏ hoàn toàn yêu cầu đóng thiết giáp hạm mới; yêu cầu đã giảm bớt này được thông qua vào ngày 19 tháng 5 năm 1906. Tuy nhiên, một tuần sau khi tu chính luật được thông qua, ngân khoản dành cho hai thiết giáp hạm tải trọng 18.000 tấn và một tàu tuần dương bọc thép tải trọng 15.000 tấn được cấp cho Hải quân. Ngân quỹ cũng được cấp cho việc mở rộng kênh đào Kaiser Wilhelm và nâng cấp các cơ sở ụ tàu để thu nhận những con tàu lớn hơn.
Một cuộc tranh luận nổ ra tại Văn phòng Hải quân (Reichsmarineamt) trong việc chế tạo các con tàu mới. Tirpitz chuộng việc theo đuổi Hải quân Hoàng gia Anh bằng cách cũng chế tạo thiết giáp hạm dreadnought và tàu chiến-tuần dương; ông xem đây là một cơ hội để phá vỡ chính sách "tiêu chuẩn hai thế lực" của Anh. Tirpitz cũng có ý định sử dụng ngân sách dành cho tàu tuần dương bọc thép để chế tạo tàu chiến-tuần dương thay thế, cho dù chúng vẫn phải được xếp loại như tàu tuần dương bọc thép.
Nassau và Westfalen là những thiết giáp hạm dreadnought đầu tiên được đặt hàng trong chương trình chế tạo 1906–1907; tàu tuần dương bọc thép Blücher cũng được đặt hàng chung với chúng. Bản Tu chính Hải quân Thứ hai được thông qua vào ngày 27 tháng 3 năm 1908; bao gồm một ngân khoản 1 tỉ mark, và cho phép giảm tuổi đời hoạt động của thiết giáp hạm từ 25 năm xuống còn 20 năm. Điều này có hiệu lực đưa đến việc cần thay thế các hải phòng hạm thuộc các lớp Siegfried và Oldenburg cũng như các thiết giáp hạm tiền-dreadnought thuộc lớp Brandenburg. Lớp tàu frigate bọc thép Sachsen (được đưa ra sử dụng vào cuối những năm 1870) cũng cần được thay thế, vì chúng rõ ràng đã lạc hậu cho dù dưới tiêu chuẩn 25 năm. Bốn chiếc lớp Sachsen được thay thế bởi lớp Nassau. Cặp tàu thứ hai trong lớp Nassau: Posen và Rheinland, được đặt hàng trong chương trình chế tạo 1907–1908.

### Đặc tính chung
Những chiếc trong lớp Nassau có chiều dài 146,1 m (479 ft), mạn thuyền rộng 26,9 m (88 ft) và độ sâu của mớn nước là 8,9 m (29 ft). Chúng có tỉ lệ dài-rộng là 5,45, vốn hơi "mập mạp" so với những thiết kế đương thời. Ở một phần nào đó, chiều rộng lớn hơn thông thường là do bốn tháp pháo mạn, đòi hỏi một lườn tàu rộng hơn. Chúng có trọng lượng choán nước tiêu chuẩn 18.570 t (18.277 tấn Anh), và lên đến 21.000 t (20.668 tấn Anh) khi đầy tải. Các con tàu có 19 ngăn kín nước, ngoại trừ Nassau chỉ có 16 ngăn. Cả bốn con tàu đều có đáy tàu kép chiếm 88% lườn tàu. Các con tàu mang theo một số xuồng nhỏ, bao gồm một xuồng gác, ba xuồng đô đốc, hai xuồng đổ bộ, hai ca-nô và hai xuồng nhỏ.
Lúc thiết kế, các con tàu vận hành không được tốt ngay cả khi biển lặng, chuyển động cứng đơ. Chúng mắc phải sự lật nghiêng nặng do trọng lượng các tháp pháo hai bên mạn. Các tháp pháo mạn khiến các con tàu có chiều cao khuynh tâm lớn, vốn tạo cho chúng thành một bệ pháo rất vững chắc, nhưng chu kỳ chòng chành của chúng lại trùng hợp với chiều cao sóng trung bình của Bắc Hải. Sau này những sống dưới lườn tàu được bổ sung, giúp cải thiện vấn đề lật nghiêng, nhưng lại góp phần vào việc mất tốc độ khi bẻ lái gắt. Cho dù có xu hướng bị lật, lớp Nassau có khả năng cơ động và có đường kính xoay vòng nhỏ. Chúng chịu đựng sự mất tốc độ đôi chút khi biển động, nhưng lên đến 70% khi bẻ lái gắt.

### Hệ thống động lực
Hải quân Đức đã chậm trễ trong việc áp dụng kiểu động cơ turbine hơi nước Parsons tiên tiến vốn đã được trang bị cho chiếc Dreadnought, chủ yếu là do sự phản đối của cả Đô đốc von Tirpitz lẫn Bộ phận Thiết kế Hải quân; cơ quan này vào năm 1905 đã khẳng định "bản thân việc sử dụng động cơ turbine cho tàu chiến hạng nặng không được khuyến cáo." Vì vậy lớp Nassau giữ lại loại động cơ hơi nước ba buồng bành trướng đặt dọc đã lạc hậu công suất 22.000 mã lực; mỗi trục trong số ba trục động cơ vận hành một chân vịt 3 cánh đường kính 5 m (16 ft 5 in); được thiết kế để đạt được tốc độ tối đa 19,5 knot (hải lý mỗi giờ). Khi chạy thử máy, các con tàu đạt được tốc độ 20 đến 20,2 knot ở công suất 26.224 – 28.117 mã lực. Để so sánh, động cơ tubine của Dreadnought đạt được tốc độ 21 knot.
Hơi nước được cung cấp bởi 12 nồi hơi Schulz-Thornycroft, mỗi chiếc có 2 lò đốt, lên đến tổng cộng 24 lò. Hệ thống động lực được phân thành ba phòng động cơ và sáu phòng nồi hơi. Các tháp pháo bên mạn và hầm đạn của chúng lại tiếp tục phân hệ thống động lực thành ba nhóm, nhờ vậy gia tăng khả năng sống sót. Các con tàu chở theo 2.700 tấn than; sau này được cải biến để chở thêm 160 tấn dầu, vốn sẽ được phun vào than trong lò đốt để làm tăng tốc độ cháy. Điện năng cho con tàu được cung cấp bởi tám máy phát turbine, tạo ra công suất 1.280 kW điện xoay chiều 225 V.

### Vũ khí

Sơ đồ của lớp Nassau, trình bày cách sắp xếp dàn pháo chính

Kiểu động cơ hơi nước ba buồng bành trướng đặt dọc chiếm dụng một khoảng lớn ở các ngăn bên trong vốn có thể dành cho các hầm đạn. Do không có đủ dung lượng hầm đạn để hỗ trợ các tháp pháo bắn thượng tầng bố trí theo trục dọc, các nhà thiết kế buộc phải phân bố sáu tháp pháo chính trên một hình lục giác khá bất thường. Hai tháp pháo nòng đôi được đặt trước và sau, cùng hai tháp pháo mỗi bên mạn. Khi bắn trực tiếp ra phía trước hay phía sau, con tàu có thể huy động 6 khẩu pháo, và 8 nòng pháo cho mỗi bên mạn; khả năng về lý thuyết này tương đương với của chiếc Dreadnought, nhưng lớp Nassau đòi hỏi bổ sung thêm hai khẩu pháo để đạt được. Dù sao, người ta cân nhắc rằng cách sắp xếp này cung cấp một sự dự phòng pháo hạng nặng hữu ích được che chắn khỏi hỏa lực đối phương.
Mỗi con tàu mang theo mười hai khẩu pháo 28 xentimét (11 in) SK L/45. Các tháp pháo bên mạn thuộc kiểu Drh LC/1906, tương tự như hai tháp pháo trên trục dọc của hai chiếc đầu tiên trong lớp Nassau và Westfalen. Riêng Posen và Rheinland mang kiểu tháp pháo Drh LC/1907 trên trục dọc, có thân dài hơn so với thiết kế của LC/1906. Tháp pháo Drh LC/1906 và kiểu pháo 11 inch SK/L45 được thiết kế đặc biệt cho những chiếc dreadnought mới của Đức vào năm 1907. Cả hai loại bệ pháo đều cho phép có góc nâng lên đến 20°, nhưng bệ LC/1907 cho phép hạ thấp thêm hai độ, xuống đến −8°. Hầm chứa thuốc phóng được đặt bên trên hầm chứa đầu đạn, ngoại trừ những tháp pháo đặt trên trục dọc của Nassau và Westfalen. Các khẩu pháo bắn ra đầu đạn nặng 302 kg (666 lb), với liều thuốc phóng mồi trong bao vải lụa nặng 26 kg (57 lb) và liều thuốc phóng chính trong vỏ đồng nặng 79 kg (174 lb). Ở góc nâng tối đa, các khẩu pháo có thể bắn đến mục tiêu cách xa 20.500 m (22.400 yd) với lưu tốc đầu đạn là 855 m/s (2.805 f/s). Ở khoảng cách 12.000 m (13.000 yd), đạn pháo AP 11 inch có thể xuyên thủng vỏ giáp dày đến 200 mm (7,9 in).
Dàn pháo hạng hai của các con tàu bao gồm mười hai khẩu pháo SK 15 cm (5,9 in) L/45 gắn trên các tháp pháo ụ. Các khẩu pháo này bắn ra đạn pháo nặng 99,9 lb (45,3 kg) ở lưu tốc đầu đạn 835 m/s (2.740 ft/s). Tháp pháo ụ này cho phép nâng lên đến 19°, cho phép một tầm bắn tối đa 14.950 m (16.350 yd). Các con tàu cũng mang theo mười sáu khẩu pháo SK 8,8 cm (3,5 in) L/45, cũng bố trí trong các tháp pháo ụ. Các khẩu pháo này bắn ra đạn pháo nặng 22 lb (10,0 kg) ở lưu tốc đầu đạn 650 m/s (2.133 ft/s), và có thể xoay cho đến 25° cho một tầm bắn tối đa 9.600 m (10.500 yd). Sau năm 1915, hai khẩu 8,8 cm được tháo dỡ thay thế bằng hai khẩu pháo phòng không 8,8 cm, rồi trong giai đoạn giữa năm 1916 và 1917, mười hai tháp pháo ụ 8,8 cm còn lại được tháo dỡ. Các khẩu pháo phòng không này bắn ra đầu đạn hơi nhẹ hơn 21,2 lb (9,6 kg) ở lưu tốc đầu đạn 765 m/s (2.510 ft/s); chúng có thể nâng đến 45° và có thể bắn trúng mục tiêu cách xa 11.800 m (12.900 yd). Những chiếc trong lớp Nassau còn được trang bị sáu ống phóng ngư lôi chìm 45 cm (18 in); một ống trước mũi, một ống khác phía đuôi, và hai ống bên mỗi mạn tàu về phía cuối vách ngăn chống ngư lôi.

### Vỏ giáp
Những chiếc trong lớp Nassau được trang bị vỏ giáp Krupp. Chúng có đai giáp ở chỗ mạnh nhất dày đến 30 cm (12 in), dành để bảo vệ những phần trọng yếu giữa tàu, và mỏng còn 8 cm (3,1 in) ở những vùng ít quan trọng như mũi và đuôi tàu. Phía sau đai giáp là vách ngăn chống ngư lôi dày 3 cm (1,2 in), với một số khó khăn trong việc lắp đặt do bốn tháp pháo bên mạn và các bệ tương ứng của chúng. Sàn tàu được bọc thép dày từ 5,5 đến 8 cm (2,1–3,1 inch). Tháp chỉ huy phía trước có nóc dày 8 cm (3,1 in) và các mặt hông dày 40 cm (16 in); trong khi tháp chỉ huy phía sau được bảo vệ kém hơn, với nóc dày 5 cm (2,0 in) và các mặt hông dày 20 cm (7,9 in). Các tháp pháo chính có nóc dày 9 cm (3,5 in) và mặt hông 28 cm (11 in); trong khi các tháp pháo ụ có vỏ giáp bảo vệ dày 16 cm (6,3 in) và các tấm chắn pháo dày 8 cm (3,1 in). Các con tàu cũng được trang bị lưới chống ngư lôi, nhưng chúng được tháo dỡ sau năm 1916.

## Việc chế tạo
Bốn chiếc trong lớp được đặt hàng dưới những cái tên tạm thời Ersatz Bayern, Ersatz Sachsen, Ersatz Württemberg và Ersatz Baden, như những chiếc thay thế cho lớp tàu frigate bọc thép Sachsen. Chiếc đầu tiên trong lớp, Nassau, được đặt lườn vào ngày 22 tháng 7 năm 1907 tại xưởng tàu Kaiserliche Werft ở Wilhelmshaven, được hạ thủy vào ngày 7 tháng 3 năm 1908, và đưa ra hoạt động cùng hạm đội vào ngày 1 tháng 10 năm 1909. Westfalen được đặt lườn không đầy một tháng sau đó, vào ngày 12 tháng 8 năm 1907 tại xưởng tàu AG Weser ở Bremen. Con tàu được hạ thủy vào ngày 1 tháng 7 năm 1908, và đưa ra hoạt động vào ngày 16 tháng 11 năm 1909.
Rheinland, chiếc thứ ba trong lớp, thực ra là chiếc đầu tiên được đặt lườn vào ngày 1 tháng 6 năm 1907 tại xưởng tàu AG Vulcan ở Stettin. Việc chế tạo Rheinland tiến triển chậm hơn Nassau và Westfalen, nên nó được hạ thủy trễ hơn vào ngày 26 tháng 9 năm 1908, và nó gia nhập hạm đội vào ngày 30 tháng 4 năm 1910. Posen, chiếc cuối cùng trong lớp, được đặt lườn tại xưởng tàu Germaniawerft ở Kiel vào ngày 11 tháng 6 năm 1907. Con tàu được hạ thủy vào ngày 12 tháng 12 năm 1908, và chỉ tham gia cùng các tàu chị em vào ngày 31 tháng 5 năm 1910.

## Lịch sử hoạt động

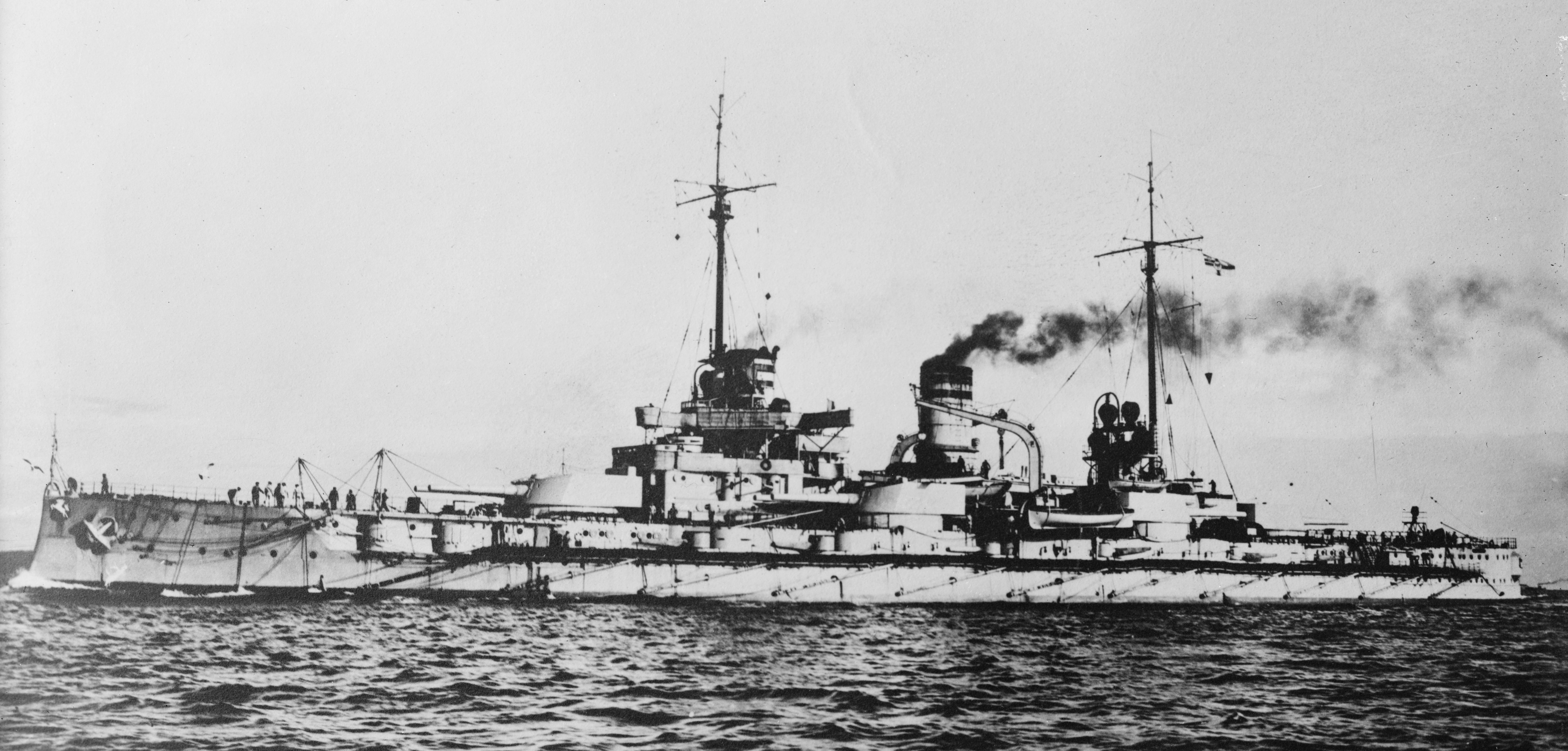
Westfalen trên đường đi trước năm 1917

Những chiếc trong lớp Nassau đã phục vụ như một đơn vị của Hạm đội Biển khơi Đức: Đội II thuộc Hải đội Thiết giáp I. Chúng đã tham gia một số hoạt động của Hạm đội tại Bắc Hải, bao gồm hoạt động vào ngày 31 tháng 5 năm 1916 vốn đã đưa đến trận Jutland. Các con tàu cũng có những hoạt động giới hạn trong biển Baltic, trong đó có Trận chiến vịnh Riga bị bỏ dỡ vào tháng 8 năm 1915.

### Trận chiến vịnh Riga
Vào tháng 8 năm 1915, Hải quân Đức tìm cách quét sạch vịnh Riga tạo điều kiện cho Lục quân đức chiếm Riga. Kế hoạch của Đức dự định đánh đuổi hoặc tiêu diệt lực lượng Hải quân Nga trong vịnh, bao gồm chiếc thiết giáp hạm tiền-dreadnought Slava cùng một số pháo hạm và tàu khu trục, và để rải một loạt các bãi mìn ở lối ra vào phía Bắc của vịnh. Hạm đội được tập trung để tấn công bao gồm bốn thiết giáp hạm lớp Nassau, bốn chiếc lớp Helgoland cùng các tàu chiến-tuần dương Von der Tann, Moltke và Seydlitz. Tám chiếc thiết giáp hạm làm nhiệm vụ hỗ trợ cho lực lượng đối đầu cùng hạm đội Nga. Nỗ lực đầu tiên vào ngày 8 tháng 8 đã không thành công, vì đã mất quá lâu để dọn sạch các bãi mìn Nga nhằm cho phép Deutschland rải bãi mìn của chính nó.
Vào ngày 16 tháng 8, một nỗ lực thứ hai được thực hiện nhằm tìm cách xâm nhập vào vịnh: Nassau và Posen cùng với bốn tàu tuần dương hạng nhẹ và 31 tàu phóng lôi đã vượt qua vòng phòng thủ vịnh. Vào ngày tấn công đầu tiên, tàu quét mìn Đức T 46 cùng tàu khu trục V 99 bị đánh chìm. Sang ngày 17 tháng 8, Nassau và Posen tham gia vào cuộc đấu pháo với Slava, bắn trúng ba phát vào con tàu Nga buộc nó phải rút lui. Sau ba ngày, các bãi mìn Nga được vớt sạch, và phân hạm đội tiến vào vịnh ngày 19 tháng 8, nhưng những báo cáo về sự xuất hiện của tàu ngầm Đồng Minh trong khu vực đã buộc lực lượng Đức rút khỏi vịnh một ngày sau đó.

### Trận Jutland

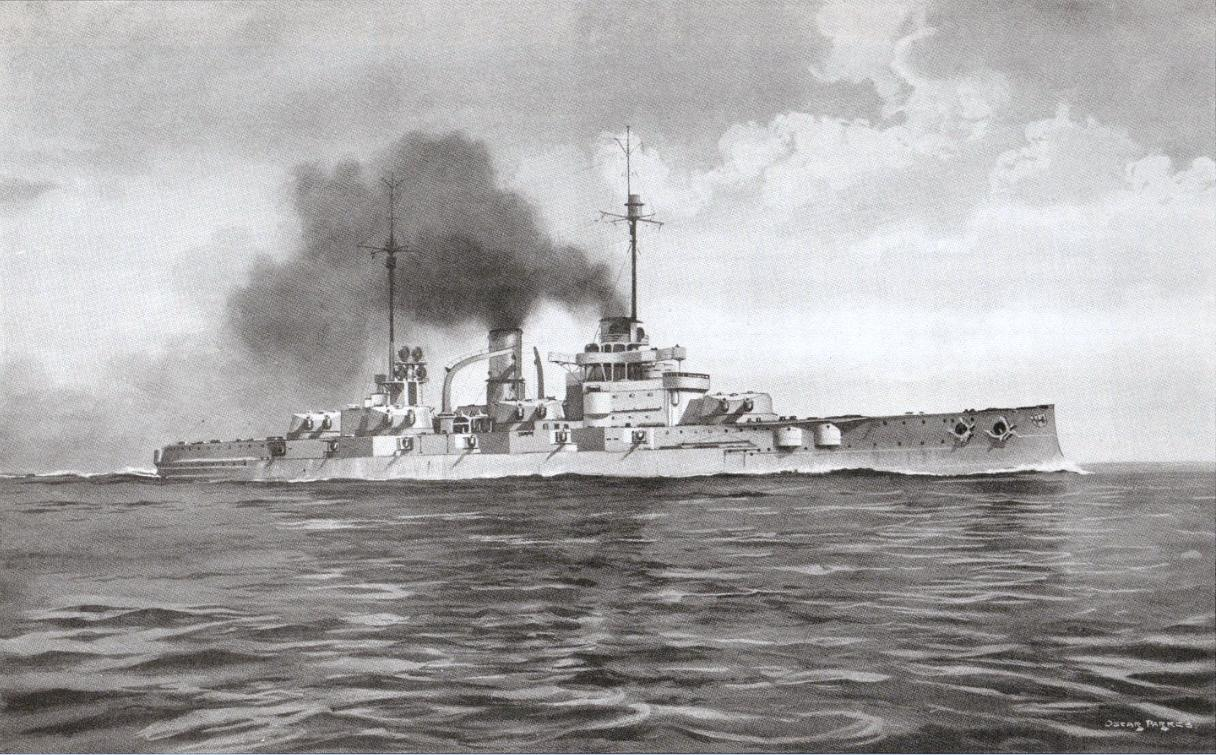
Một bản vẽ nhận dạng do Hải quân Hoàng gia Anh thực hiện, với dàn pháo chính của Nassau quay sang mạn phải

Những chiếc trong lớp Nassau đã tham gia Trận Jutland vào ngày 31 tháng 5–1 tháng 6 năm 1916. Trong hầu hết thời gian của trận chiến, Hải đội Thiết giáp I hình thành nên phần trung tâm của hàng chiến trận, phía sau Hải đội Thiết giáp III dưới quyền Chuẩn Đô đốc Behncke, và được nối gót bởi các thiết giáp hạm tiền-dreadnought già cỗi thuộc Hải đội Thiết giáp II của Chuẩn Đô đốc Mauve. Posen đã phục vụ như là soái hạm của đội tàu dưới quyền chỉ huy của Chuẩn Đô đốc W. Engelhardt.
Khoảng nữa đêm ngày 1 tháng 6, Nassau bắt gặp tàu khu trục Anh Spitfire, và trong cảnh hỗn loạn, đã tìm cách húc vào nó. Spitfire tìm cách né tránh, nhưng không thể cơ động đủ nhanh, và hai con tàu bị va chạm. Nassau ngắm các khẩu pháo 11 inch phía trước vào chiếc tàu khu trục, nhưng không thể hạ đủ thấp để bắn trúng; dù sao, vụ nổ của phát đạn pháo cũng phá hủy cầu tàu của Spitfire. Lúc đó, Spitfire có thể tách khỏi Nassau, mang theo nó một phần vách hông của Nassau dài 20 ft (6 m). Vụ va chạm làm hỏng một khẩu pháo 5,9 inch, để lại một lỗ hổng 3,5 m (11,5 ft) bên trên mực nước; làm chậm con tàu còn 15 knot cho đến khi nó có thể được sửa chữa. Hầu như cùng lúc đó, Posen vô tình va phải tàu tuần dương hạng nhẹ Elbing làm thủng một lỗ bên dưới mực nước. Phòng động cơ của Elbing hoàn toàn ngập nước khiến nó không thể di chuyển; và bị hư hại nặng đến mức thuyền trưởng của Elbing phải ra lệnh đánh đánh đắm nó để không rơi vào tay người Anh.
Không lâu sau 01 giờ 00, Nassau và Thüringen đụng độ với tàu tuần dương bọc thép Anh Black Prince. Thüringen khai hỏa trước tiên, phá hủy Black Prince với tổng cộng 27 quả đạn pháo hạng nặng và 24 quả đạn pháo hạng hai. Nassau và Ostfriesland tham gia sau đó, rồi được nối gót bởi Friedrich der Grosse.
Black Prince trình bày một cảnh tượng khủng khiếp và kinh hãi khi nó bùng cháy dữ dội, và sau nhiều vụ nổ nhỏ, nó biến mất dưới làn nước cùng toàn bộ thủy thủ đoàn sau một tiếng nổ lớn.

Xác con tàu đắm nằm ngay trên hướng đi của Nassau; để né tránh, con tàu phải bẻ lái gắt về phía Hải đội Thiết giáp III. Con tàu đã cần phải chạy lui hết tốc độ để tránh va chạm với Kaiserin. Sau đó Nassau tụt lại một vị trí phía sau giữa hai thiết giáp hạm tiền-dreadnought Hessen và Hannover.
Sau khi quay về vùng biển nhà của Đức, Nassau, Posen và Westfalen cùng với những chiếc Helgoland và Thüringen thuộc lớp Helgoland chiếm lấy những vị trí phòng thủ tại vũng biển Jadebusen trong đêm. Những chiếc thuộc lớp Nassau chỉ phải chịu một ít phát bắn trúng từ dàn hỏa lực hạng hai của Hạm đội Grand đối địch: Nassau trúng hai phát, Westfalen và Rheinland mỗi chiếc một, còn Posen thoát được tuyệt đối an toàn; không có chiếc nào trúng phải pháo hạng nặng của đối phương.

### Các hoạt động sau cùng
Không đầy ba tháng sau trận Jutland, Westfalen trúng ngư lôi phóng từ tàu ngầm Anh HMS E23 vào ngày 19 tháng 8 năm 1916, nhưng chỉ bị hư hại nhẹ và được sửa chữa không lâu sau đó. Đến năm 1918, Westfalen và Rheinland được cho tách khỏi Hạm đội Biển khơi để di chuyển đến biển Baltic. Phần Lan đang trong một cuộc nổi dậy chống sự cai trị của Nga, và hai chiếc tàu chiến được phái đến trợ giúp người Phần Lan trong cuộc nội chiến tại đây. Vào ngày 11 tháng 4 lúc vào khoảng 07 giờ 30 phút, Rheinland bị mắc cạn tại quần đảo Åland. Có đến khoảng 6.000 tấn pháo, vỏ giáp và than phải được chất dỡ để làm nhẹ con tàu đủ để nó có thể nổi trở lại được, một công việc chỉ hoàn tất vào ngày 9 tháng 7. Rheinland không bao giờ được sửa chữa, nó trải qua phần còn lại của quãng đời hoạt động như một tàu trại lính tại Kiel.
Sau khi Thế Chiến I kết thúc vào năm 1918, mười một thiết giáp hạm dreadnought thuộc các lớp König, Kaiser và Bayern, toàn bộ năm chiếc tàu chiến-tuần dương, cùng một số tàu tuần dương hạng nhẹ và tàu khu trục của Hải quân Đức bị lưu giữ tại Scapa Flow, trong khi số phận của chúng được định đoạt qua các cuộc thương lượng tại Hiệp ước Versailles. Những chiếc thuộc các lớp Nassau và Helgoland được để lại Đức. Sau vụ Đánh đắm Hạm đội Đức tại Scapa Flow vào tháng 6 năm 1919, cả bốn chiếc Nassau đều được phân chia cho phe Đồng Minh thắng trận như những chiến lợi phẩm thay thế cho những con tàu bị đánh chìm. Nassau được nhường cho Nhật Bản, Anh Quốc nhận Westfalen và Posen, còn Rheinland được đưa thẳng đến nơi tháo dỡ tại Dordrecht. Từ năm 1920 đến năm 1924, Westfalen được tháo dỡ tại Birkenhead trong khi những chiếc còn lại được tháo dỡ tại Dordrecht.